# آنسي لين
آنسي لين (بالفنلندية: Anssi Laine)‏ هو مدرب هوكي جليد وسياسي فنلندي، ولد في 1967 في فنلندا. حزبياً، نشط في حزب الوسط الفنلندي.